# 宋鍾翊
宋 鍾翊（ソン・ジョンイク、송종익、1887年2月27日 - 1956年1月7日）は韓国の独立活動家で、号は友江、大邱広域市出身で本貫は冶城宋氏。
1905年に日本へ留学し、1906年4月にアメリカ合衆国で渡って在米韓国人の愛国啓蒙運動団体共立協会に加入した。1908年に田明雲と張仁煥によるアメリカ人外交官ダーハム・W・スティーブンスの暗殺事件後から裁判後援会財務として活動した。1913年の興士団創立時に慶尚道代表、1919年には興士団理事長と大韓人国民会財務を務めた。
1936年に北米大韓人国民会総会官建築委員に任命された。1941年にハワイ州で開かれた海外韓族大会時に北米大韓人国民会代表として参加、在米韓族連合委員会を設立し、執行部委員兼財務を引き受けた。1941年12月に開かれた大韓人国民会総会でロサンゼルス代表として参加し、大韓人国民会副議長に選出され、1944年には駐米外務委員会委員に選出された。1945年11月に在米韓族連合委員会代表団の一員として帰国したが、数か月後にまたアメリカに渡った。1956年1月7日に死亡し、1995年に大韓民国政府から建国勲章独立章を追贈された。